# Festetics Rudolf
Gróf Festetics Rudolf (Párizs 1865. szeptember 15. – 1943.) magyar utazó. Utazásai során bejárta a Csendes-óceáni szigetvilágot.

## Élete
1865. szeptember 15-én született Párizsban. Hároméves korában édesapja meghalt. Elvégezte a bécsi Theresianumot, s néhány évig huszár hadnagyként Magyarországon szolgált. Leszerelt, majd Amerikába ment.
1892-ben San Franciscóban feleségül vette Ella Haggint, egy milliomos leányát. A hozományból tengerjáró jachtot épített, amelyet Tolnának nevezett el. Ezen feleségével együtt 8 évig tartó utazásra indult. Úti élményeit írja le Emberevők között című visszaemlékezésében.
Elvált, majd újra megnősült. Második felesége Alice Wertherbee, szintén egy milliomos leánya volt. Hozományából Festetics megépítette a Tolna II-t. Ismét tengerre szállt. Hajóján két zendülés is kitört, de a gróf mindkettőt leverte. Feleségének azonban elege lett a kalandokból és elvált tőle. 1931-ben harmadszor is megnősült. Gyermeke nem született. Halála 1943-ban következett be, azonban pontos időpontja, helye és oka ismeretlen.

## Emberevők között
Festetics és felesége 1893. október 9-én indultak el San Franciscóból. A kalandok már az indulás előtt elkezdődtek: a gróf tudomására jutott, hogy lázadás készül ellene. Ennek ellenére elindultak és Festeticsnek sikerült felszámolnia a zendülést, bár feleségét a lázadók egy megrendezett baleset során megsebesítették.
A Szamoa-szigeteken találkozott R. L. Stevensonnal, a híres íróval. Vele együtt Festetics majdnem államcsínybe keveredett, amelyet csak Stevenson hirtelen halála akadályozott meg.
Ausztráliában fél évre megpihentek, majd az emberevők szigetei (Új-Hebridák, Salamon-szigetek, Bismarck-szigetek) felé vették az irányt. Sokak figyelmeztetése ellenére Festetics megpróbált a vademberek közelébe férkőzni. A bennszülöttek bemutattak emberevő-szertartást a tiszteletére, egyszer pedig még fejvadászatra is elvitték. Amikor egyszer Festetics az embereivel az esőerdőben barangolt és elfogyott az élelmük, egy elhagyott faluban talált, emberi húslében pácolt zöldségeket fogyasztott. Ezért később „európai kannibál”-nak titulálták.
Útja során Festetics komoly figyelmet fordított a bennszülöttek használati tárgyainak gyűjtésére. Körülbelül 1600 db tárgyat hozott el, ezek közül a legtöbbet cserével szerezte meg, vagy ajándékba kapta. Előfordult olyan is, hogy a gróf az emberáldozatok koponyáit akarta hazavinni, és miután az emberevők ezt megtagadták tőle, ellopta a koponyákat.
A könyvet Festetics sok évvel utazása után írta meg. Számos kép található benne, amiket a gróf útja során készített, rendszerint a bennszülöttekről. Feltételezhetően Festetics leírt kalandjai nem mindig fedik teljesen a valóságot, ennek ellenére lebilincselő olvasmány.